# 郷ちぐさ
郷 ちぐさ（ごう・ちぐさ、9月5日生まれ - ）は、高知県幡多郡清水町（現・土佐清水市）生まれの元宝塚歌劇団雪組男役トップスターでタレント。
愛称はチャッチー。身長（宝塚歌劇団時代の公称）163cm、出身校清水中学校。
1972年に結婚のため退団・完全引退して久しかったが21世紀と同時に突如芸能活動に進出した異色の宝塚歌劇団卒業生である。
好きな花は、薄いブルーの紫陽花。

## 略歴
- 1963年、宝塚歌劇団に入団、「花詩集」で初舞台。同期に榛名由梨、大滝子らがいる。49期生。宝塚入団時の成績は62人中56位[1]。初舞台公演は星組公演『花詩集-1963年[1]』。
- 当初は1964年12月1日に花組[1]所属となったが1970年雪組へ組替えとなる。
- 1970年眞帆志ぶきの専科異動に伴い1期下の汀夏子と雪組主演男役になったが、当時は映画に外部出演中で本公演に参加できず、翌1971年、『紅梅白梅』に正式に披露した。
- 1972年10月31日[1]に『落葉のしらべ/ノバ・ボサ・ノバ（義賊ソール役）』を最後に退団。かねてから結婚前提で交際していた男性がおり、「これ以上愛する人を待たせて置くわけにはいかなかった」と退団を決意した。
- 宝塚退団後は永年家庭に専念、一般人として沈黙を通したが、2001年、宝塚OGイベント「花の狸御殿」（於新宿コマ劇場）より芸能活動開始。現在は京都府与謝郡与謝野町に事務所を構え、京都や首都圏で、無理のないペースで芸能活動をこなしている。タレント活動以外に着物のイベント・ショーもプロデュースの実績多数。
- 雪組時代の後輩で1980年に死去した世れんかの芸名の名付け親であり、同期の榛名とともに彼女の死を悲しんだといわれる。

## 宝塚歌劇団時代の主な舞台
- 『笹四郎の笛』- 金魚売りの役（雪組、1964年10月1日 - 10月29日、宝塚大劇場）
- 『不思議な赤穂浪士』（花組、1965年12月2日 - 12月26日、新芸劇場）
- 『シンデレラ・イタリアーノ』（花組、1966年6月2日 - 6月29日、宝塚大劇場）
- 『ピラールの花祭り』（花組、1968年3月28日 - 4月25日、宝塚大劇場）
- 『鐘つき与七』（花組、1969年4月26日 - 5月29日、宝塚大劇場）
- 『禁じられた初恋』（花組、1970年2月6日 - 3月12日、宝塚大劇場）
- 森繁劇団『夜な夜な中納言』（1970年10月3日 - 10月29日、東京宝塚劇場）
- 『紅梅白梅』『シンガーズ・シンガー』（雪組、1971年1月1日 - 1月28日、宝塚大劇場）
- 『ペーター一世の青春』『ジョイ!』（雪組、1971年4月28日 - 5月27日、宝塚大劇場）
- 長谷川一夫公演『恋ごろも仕立屋銀次』（1971年6月2日 - 6月29日、新歌舞伎座）
- 『ペーターの青春』『ノバ・ボサ・ノバ－盗まれたカルナバル－』- オーロ 役（雪組、1971年8月6日 - 8月31日、東京宝塚劇場）
- 『江戸っ子三銃士』『サンライズ・アゲイン』（雪組、1971年9月30日 - 10月28日、宝塚大劇場）
- 『かぐら』『ザ・フラワー－ガールズ500－』（雪組、1972年3月25日 - 4月26日、宝塚大劇場）
- 『星のふる街－アリの街のマリアより－』『ジューン・ブライド』（雪組、1972年6月1日 - 6月29日、宝塚大劇場）
- 『落葉のしらべ』『ノバ・ボサ・ノバ－盗まれたカルナバル－』- ソール 役（雪組、1972年10月3日 - 10月31日、宝塚大劇場）